# Newtonia amphichroa
Newtonia-escura ou vanga-de-ventre-oliváceo (Newtonia amphichroa) é uma espécie de ave da família Vangidae.
É endémica de Madagáscar.
Os seus habitats naturais são: florestas subtropicais ou tropicais húmidas de baixa altitude.